# Webbyrå
En webbyrå är en typ av reklambyrå som är specialiserad på kommunikation genom digitala kanaler, särskilt Internet. En webbyrå kan antingen vara produktionsorienterad och fungera som underkonsult till en reklambyrå, eller vara en helhetsleverantör som erbjuder strategisk planering och själv har alla behövda kompetenser inom företaget.
Webbyråer arbetar ofta i projektform och ett uppdrag kan involvera yrkesgrupper som projektledare, produktionsledare, Creative Director (CD), Art Director (AD), AD-assistent/webbdesigner, copywriter, experter på människa-datorinteraktion, Motion Designer/animatör, serverprogrammerare, HTML-programmerare och Flashprogrammerare. En webbyrå kan vara mer eller mindre inriktad på teknisk implementering, liksom mer eller mindre inriktad på utformning av koncept, kommunikation, form, animation och gränssnitt. I större projekt är därför ibland flera specialistbyråer och/eller frilansare inblandade för att kunna leverera en heltäckande lösning.
En del webbyråer tar ett större grepp om sina kunders internetnärvaro och erbjuder strategisk konsultation, marknadsföringstjänster och copy. Dessa kallas även digitalbyråer. Digitalbyråer kombinerar strategiska insikter från reklambyråer med webbyråernas kunskap om digital marknadsföring och teknik.
Uppdragen kan handla om att skapa webbplatser för företag såväl som för kortlivade kampanjer, intranätportaler,  
annonser, nyhetsbrev via e-postmeddelanden, gränssnittsdesign inklusive användbarhetsstudier för applikationer som bokningssystem och e-handel samt webbanalys.
Kostnaden för att anlita en webbyrå för att skapa en webbplats kan variera kraftigt. Det beror bland annat på storleken på projektet, det kan kosta mellan 3000 till 100000kr.
Under den så kallade IT-bubblan 1999-2001 fanns det hundratals webbyråer enbart inom Stockholmsområdet. Bland de mest kända återfanns Icon Medialab, Clockwork, Spray.se och Framfab vilka alla börsnoterades.